# Satya 2
Satya 2 è un film del 2013 diretto da Ram Gopal Varma.

## Trama
Satya il malavitoso non ha più potere a Mumbai. Lavora per il magnate Lahoti che è contro uno speculatore edile colluso con la mafia. Satya difende a ogni costo il suo protettore contro attacchi,  e riesce a farsi una ragazza,  una vita dignitosa,  e a diventare un noto personaggio televisivo. Tuttavia il magnate è ucciso in un agguato assieme alla sua ragazza,  e a Satya non resta che scalare il successo vedendosi al nemico.